# Parexarnis delonga
Parexarnis delonga är en fjärilsart som beskrevs av Chen 1993. Parexarnis delonga ingår i släktet Parexarnis och familjen nattflyn. Inga underarter finns listade i Catalogue of Life.